# Albert Huet
Albert Huet (* 1822; † 1866) war ein französischer Diplomat.

## Leben
Albert Huet war ein Verwandter des Admirals und Politikers Ange René Armand de Mackau. 1842 war Albert Huet Konsul zweiter Klasse in Guatemala. 1843 wurde er zum Konsul erster Klasse berufen. Er war Konsul in Cádiz. Ab 1848 war er Konsul in Odessa. Er war Konsul in Bukarest, Lissabon, Quito, Lima und Generalkonsul in Genua.